# Jean Raon
Jean Raon, ou Jean-Melchior Raon, né à Paris le 4 juillet 1630 ou 1631 et mort le 4 avril 1707,  est un sculpteur français qui travailla principalement pour le roi Louis XIV.
Il est surtout connu pour ses sculptures placées dans le parc de Versailles, bien qu'il ait aussi produit des bas-reliefs et frontons. 
Jean Raon est le fils d'un maître maçon, d'abord formé par son père; en 1666, il se rend à Rome pour étudier l'art comme pensionnaire à l'Académie de France à Rome, aux frais du roi, dans le nouveau programme d'études à l'étranger soutenu par l'Académie royale de peinture et de sculpture. Après avoir étudié les antiquités de Rome pendant trois ans, il retourne en France pour travailler à Versailles. 
Raon sera continuellement employé par Louis XIV pour travailler sur le grand programme de sculpture, d'architecture et d'aménagement paysager de Charles Le Brun jusqu'en 1699. Il  travaille non seulement à Versailles mais aussi dans les bâtiments royaux de Clagny, Marly et Meudon, ainsi qu'à l'église de l'Hôtel des Invalides. 
Raon devient membre de l'Académie royale le 26 mars 1672 et reçoit  le titre de professeur à l'Académie en 1690. Dans ses dernières années, il a partagé son temps entre l'enseignement et le travail de sculpture pour les résidences royales.
Son fils également nommé Jean-Melchior Raon (1669-1719) est aussi sculpteur et travaillera à la Chapelle du château de Versailles ainsi qu'à l' Église Notre-Dame de Versailles.

## Galerie

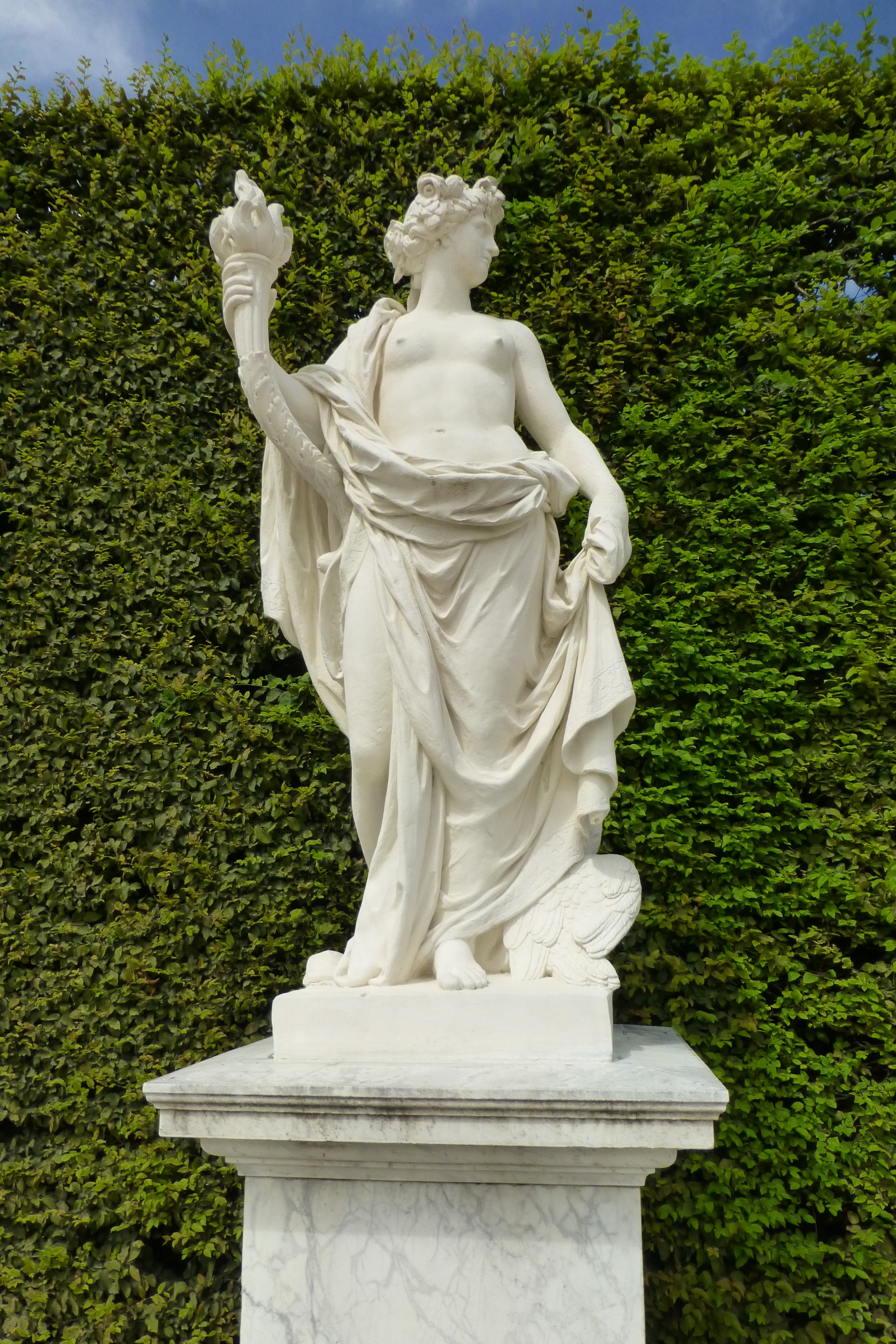
La nuit, Jardins de Versailles.
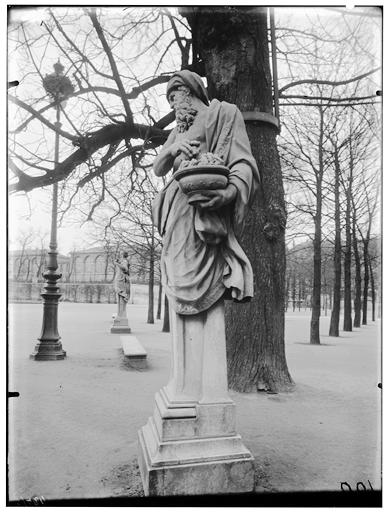
L'hiver, Musée du Louvre [5]. Photographié ici par Eugène Atget dans le Jardin des Tuileries.
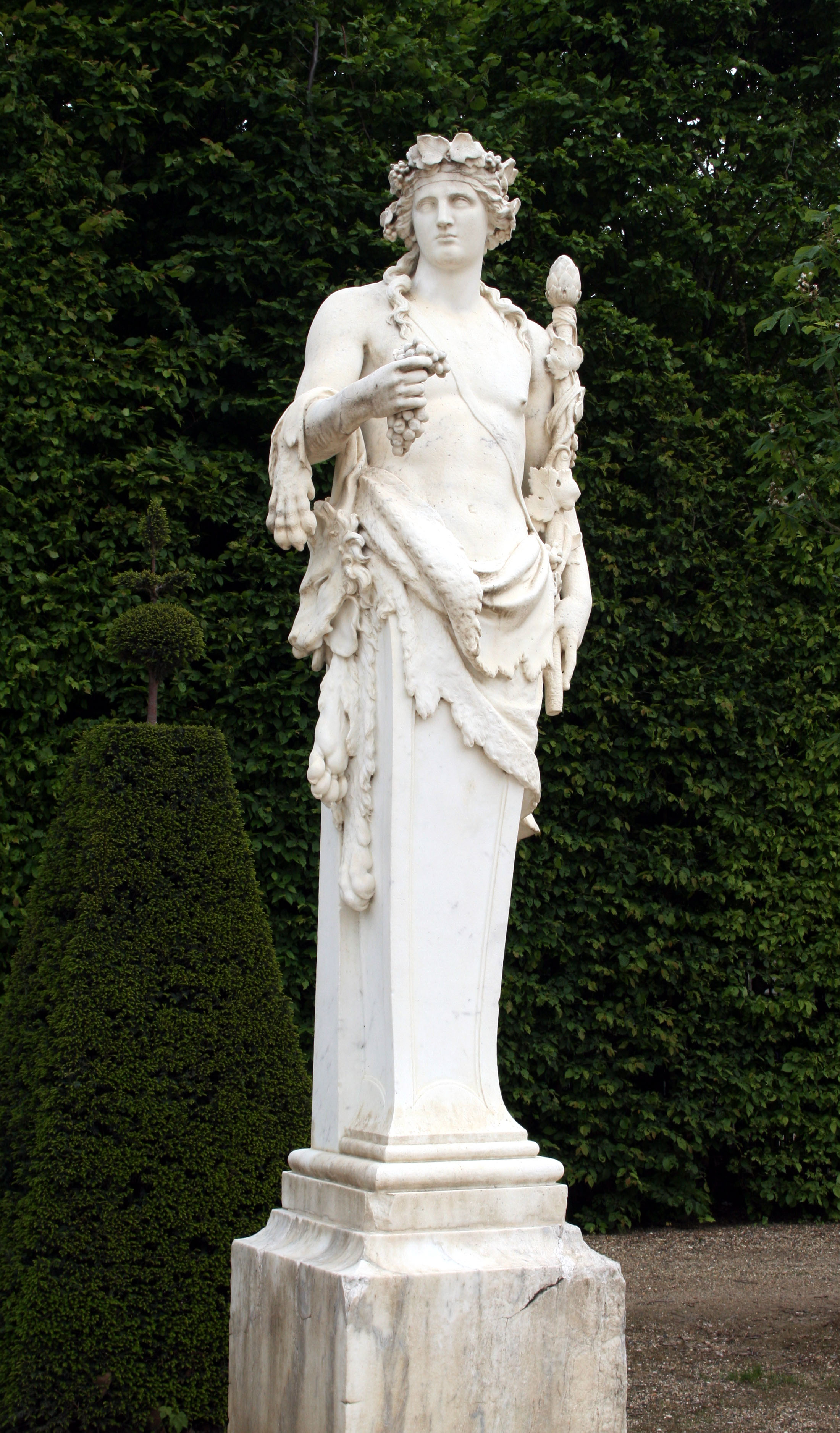
Bacchus, Versailles, Demi-Lune.
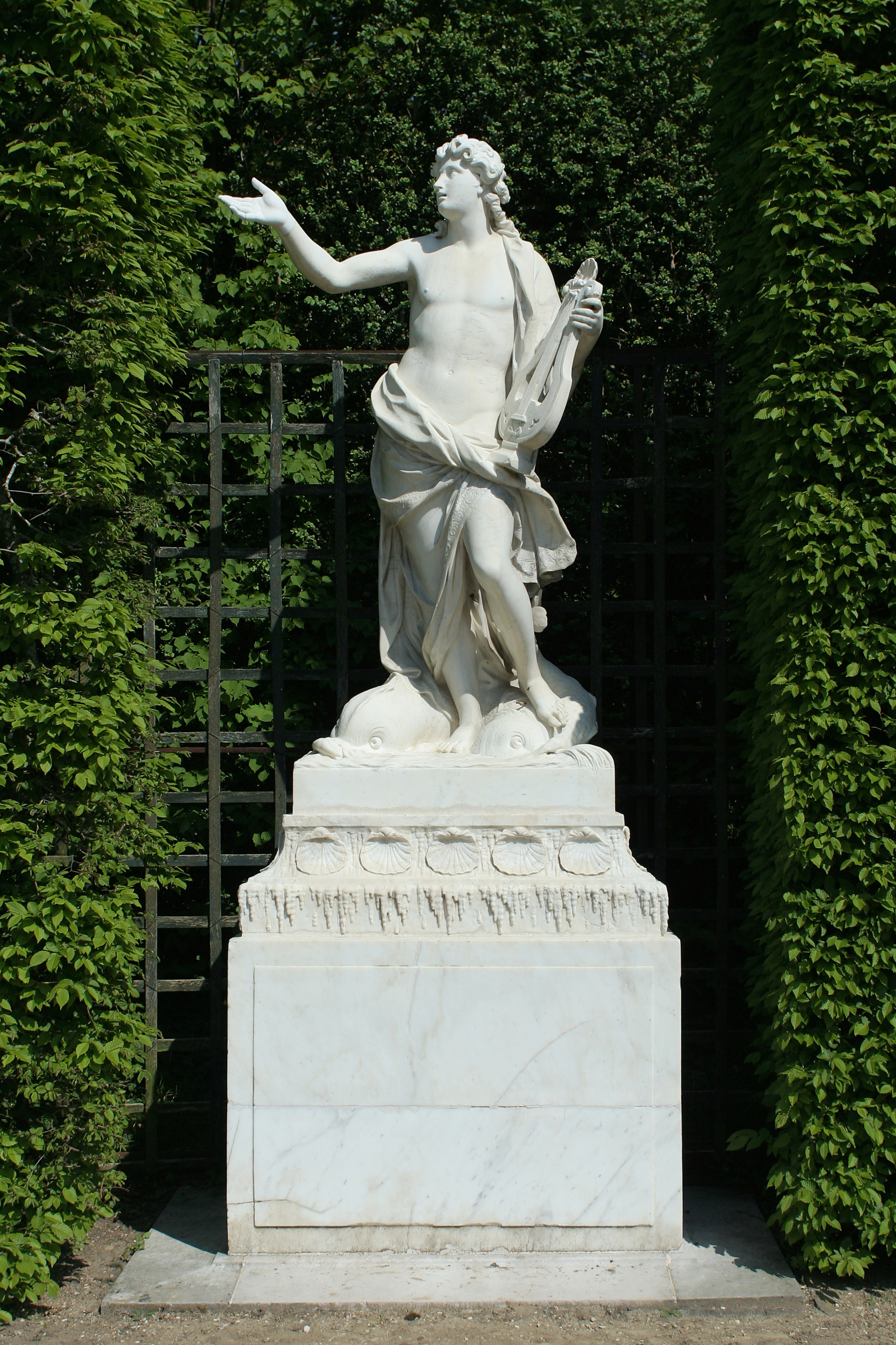
Arion, Bosquet des Dômes, Parc de Versailles.
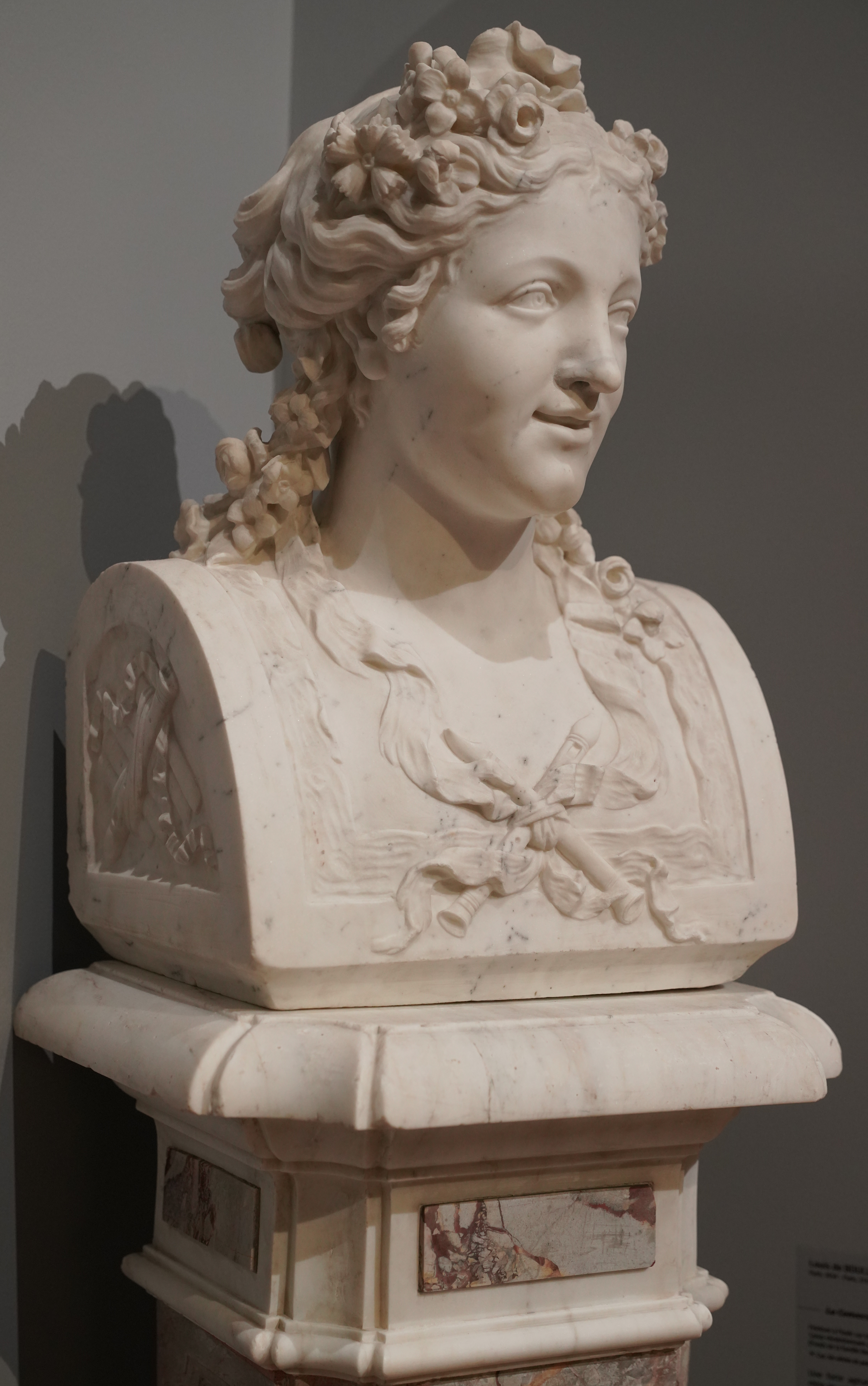
Thalie (Muse) au musée Saint-Loup.